# Песочная аллея
Песо́чная алле́я — аллея в Восточном административном округе города Москвы на территории района Сокольники.

## История
Аллея получила своё название в 1990 году по расположенному вблизи Песочному переулку, названному в конце XIX века по преобладавшему здесь песчаному грунту.

## Расположение
Песочная аллея проходит по территории парка «Сокольники» от проезда Сокольнического Круга на запад до Митьковского проезда. Нумерация домов начинается от проезда Сокольнического Круга.

## Здания
Дома и строения: 1, 2 с1, 3 с1, 5, 5 с3, 5 с4, 5А с1, 7А, 9 с1.

### Культурные объекты
На Песочной аллее расположен парк аттракционов для всей семьи. Всего на территории находятся 24 аттракциона, среди которых: детские карусели в виде животных, автодром, 5-D кинотеатр, колесо обозрения высотой 27,5 метра и другие. 
А в здании по адресу Песочная аллея, 7А проходят концерты, лекции, спектакли, фестивали и кинопоказы.

## Транспорт
По Песочной аллее не проходят маршруты наземного общественного транспорта. У западного конца аллеи, на улице Сокольнический Вал, расположена остановка «Улица Шумкина» автобусов № 40, 122, 140, 265, 783, у восточного — остановка «ПКиО Сокольники» автобусов № 75, 239 (на Богородском шоссе), 78, 716 (на Сокольнической площади), остановка «Метро Сокольники» автобусов № 40, 75, 78, 122, 140, 239, 265, 716, 783 (на Сокольнической площади), остановка «Сокольническая застава» трамваев № 4л, 4пр, 13, 33, 45 (на улице Олений Вал).